# منشأة أبو رية
قرية منشأة أبو رية هي إحدى القرى التابعة لمركز كوم حمادة في محافظة البحيرة في جمهورية مصر العربية.

## التاريخ
قرية منشأة أبو رية من القرى الحديثة، حيث اعتُبرت من النواحي إداريًا سنة 1333هـ/1914م، ثم صدر قرار سنة 1353هـ/1934م بفصلها عن أراضي قريتي الصواف ومغنين، فأصبحت قرية مستقلة إداريًا وماليًا.

## السكان
حسب إحصاءات سنة 2006، بلغ إجمالي السكان في منشأة أبو رية 4751 نسمة، منهم 2389 رجلًا و2362 امرأةً.